# الاقتصاد في كفاية الاعتقاد
الاقتصاد في كفاية الاعتقاد هو شرح لكتاب الاقتصاد في الاعتقاد، للإمام أبو حامد الغزالي، وهو من تأليف الشيخ شهاب الدين أحمد بن عماد الأقفهسي، صاحب التصانيف الكثيرة في الفقه، وهو من علماء المسلمين في القرن الثامن الهجري.
وللكتاب اسم آخر هو الاقتصاد في منهاج الاعتقاد، وفي الكتاب يتناول المؤلف شرحاً للعقيدة الإسلامية وفق منظور العقل ونصوص الشرع الإسلامي، ويذكر الرأي المخالف ويعطيه الحجة والبيان، بالدليل القاطع، وهو كتاب فريد من نوعه يعالج فيه الغيبيات بمنظور فلسفي، مستند على القواعد الإسلامية، ويثبت حقائقها أثباتاً عقلياً، ويعتبر من الكتب الضرورية لطلاب العلم في موضوع العقيدة الإسلامية.